# 이시가키 노리코
이시가키 노리코(일본어: 石垣のりこ, 1974년 8월 1일 ~ )는 일본의 방송인·정치인이다. FM 센다이 아나운서로 활동하다 입헌민주당에 입당해, 2019년 치러진 참의원 선거에서 미야기현 선거구에 출마했다. 선거에서 자유민주당 소속 현역 의원인 아이치 지로를 꺾고 당선됐다. 현재 입헌민주당 미야기현 연합 부흥추진위원장을 지내고 있다.

## 생애
미야기현 센다이시 미야기노구에서 태어났다. 센다이 시립 이와키리 소학교(초등학교), 센다이 시립 이와키리 중학교, 미야기현 제2여자고등학교(현 미야기현 센다이 니카 중고등학교)를 졸업했다. 미야기 교육 대학 소학교 교원 양성 과정 교육 심리학 과정에 재학 중이던 1996년에는 미야기현의 쌀을 홍보하는 이른바 "미야기 라이시 레이디"의 6대 레이디가 되었다. 대학 졸업 후 1998년 4월 FM 센다이에 입사하였다. 아나운서로서 약 100개의 프로그램에 종사했다. 지금은 센다이시의 자택에서 장녀와 함께 살고 있다.

### 참의원 선거 출마
2019년 4월 7일, 당초 입헌민주당 미야기현 연합이 제25회 참의원 선거에 출마를 요청했던 지역 프리 아나운서인 스가와라 미와가 입후보를 포기하였다. 따라서 입헌민주당은 다시 후보자 물색에 돌입했고, 4월 24일, 이시가키 노리코를 후보로 내세우기로 방침을 정했다. 이시가키가 5월 7일에 정식 출마 표명을 하자, 국민민주당은 이시가키에 대한 지지를 선언했다. 5월 31일 일본공산당은 전직 센다이시 의회 의원인 후나야마 유미를 미야기현 선거구에 공천하려던 것을 철회하고 비례대표로 공천하겠다고 발표했다. 일본공산당 미야기현 위원장은 "이시가키를 전적으로 응원하겠다"고 말했다. 6월 6일, 일본공산당과 사회민주당이 이시가키를 추천하기로 공식 결정했다.
7월 6일, 미야기현의 현직 참의원 의원인 아이치 지로(자유민주당)에 대해 현내 총 35명의 시정촌장 중 29명이 지지한다는 조사 결과가 보도되었다. 이시가키를 지지하는 시정촌장은 한 명도 없었다. 이에 이시가키는 SNS를 이용한 홍보 전략을 사용하여 출마 선언 전에는 약 100명 수준이던 트위터 팔로어 수가 참의원 선거 당일인 7월 21일에는 약 1만 7000명에 도달했다. 선거 결과 아이치 지로는 현내 35개 시정촌 중 24개의 시정촌에서 이시가키의 득표를 넘었지만, 유권자가 몰린 센다이시 등 도시 지역에서 이시가키가 우세하면서 아이치 지로를 약 9천 표 차로 꺾고 당선되었다. 현내 35개 시정촌 중 이시가키가 우세한 11개의 시정촌은 센다이시, 나토리시, 이와누마시, 도메시, 구리하라시, 오사키시, 오가와라정, 리후정, 가미정, 와쿠야정, 미사토정이다.

## 정책 및 주장

### 소비세
소비세에 대해서는 장래에 폐지를 목표로 한다고 밝혔다. 2019년 7월 1일에 열린 제25회 참의원 선거 공개 토론회에서는 "소비세는 저소득층일수록 부담이 무거워진다. 소비세를 사회 보장의 재원으로 한다는 것은 본말이 전도된 것"이라고 말했다. 또 선거 공시일인 7월 4일에는 "임금은 오르지 않는데, 세금만 오른다. 안심하고 아이를 키울 수 없다"고 주장했다. 가호쿠 신보의 설문 조사에서는 "일은단관(日銀短観, 일본은행이 3개월 마다 공표하는 일본 경제 동향에 관한 통계 조사)"을 통해 체감 경기는 얼어 붙고 있다는 점을 지적하고 "내수의 하한선인 개인 소비를 위축시키는 증세는 폭거"라며 일본 경제를 부활시키기 위해서는 소비세 철폐를 포함한 근본적인 세제 개혁이 필요하다고 말하고 있다.

### 임금
다른 G7 국가들과 비교하여 침체된 일본의 임금이 생산성과 소비를 감소시키는 원인이라는 점에서 임금 인상을 주장하고 있다. 최저임금을 전국에서 2000엔으로 일률 인상, 월급 기준으로 20년 전 임금의 1.5배 임금을 지향해야 한다는 생각을 나타내고 있다.

### 연금 문제
"사실과 현실을 직시한 연금 논의"에 대해 금융청의 보고서를 인정하지 않은 정부 여당의 대응에 대해 "이 나라의 연금 제도를 개혁할 능력이 없는 것은 분명하다"고 말했다. 또 "노후 안심을 확립하는 것은 자기 책임이 아니라 정치의 일"이라며 연금 제도의 근본적 개혁이 필요하다고 주장하고 있다.

### 농업 정책
농림수산업에 대해 자연 환경과 지역 문화를 지탱하는 존재이며 "국가의 보물", "사회의 근간"이라고 평가했다. "어글리 퍼스트" 위주의 제1차 산업을 진흥, 보호해야 한다고 주장하고 있다.

### 인권 문제
다양성은 사회를 강하게 하기 때문에, 같은 사회에 사는 사람들이 자유와 다양성을 인정하는 것은 "겉치레"가 아니라는 생각을 나타내고 있다. 반면 다양성을 거부하고 차별을 방치하는 행위가 사회를 취약하게 하고 사회의 황폐를 초래한다고 주장하고 있다. 일본에는 여성 차별, 성소수자 차별, 외국인 차별이라는 문제가 남아 있으므로, 교육을 통해 일본에도 세계 표준의 인권 의식이 뿌리 내리게 하겠다고 밝혔다.
선택적 부부 별성제 도입에 대해 "찬성"이라고 밝혔다.

### 원전 및 에너지 문제
기술, 비용, 행정, 윤리의 면에서 현 상태에서는 원자력 발전소 재가동에 반대하고 있다. 현재의 일본은 공문서 조작, 데이터 위장을 정부 주도로 하고 있는 "행정 능력이 너무나 낮은" 국가라는 점을 근거로 "원전을 안전하게 운영할 리가 없다"고 말하고 있다. 원전 재가동을 논하기 전에 정확한 정보 공개, 원자력 일변도의 에너지 정책부터 재검토해야 한다고 주장하고 있다. 또 오나가와 원자력 발전소 재가동을 묻는 주민투표 조례가 미야기현 의회에서 부결된 것에 대해서는 "동의 서명을 한 11만 명의 목소리는 의회에 들리지 않았는가"라며 비판적 입장을 취했다.

### 헌법
여론조사에서 개헌에 찬성하는 비율이 절반을 넘은 적은 없다는 점을 근거로 "일부 사람들이 개헌을 부추기는 지금의 상황은 비정상적"이라고 말하고 있다. 입헌주의의 입장에서 개헌은 시민 논의가 충분이 이뤄지기까지 기다려야 한다는 입장이다.

### 지진 피해 재건 및 지역 진흥
동일본 대지진 피해 지역의 재건 및 부흥은 2019년의 시점에서는 아직 이뤄지지 않았다는 생각을 밝혔다. 지금까지의 부흥 대책은 주민의 관점에서 검증하는 것이 필요하고, 이재민이 안고 있는 문제가 다양화되고 있음을 지적했다. 피해 지역 재건을 위해 기업의 지원을 유도하고 경제 활성화에 힘쓰는 동시에 건전한 지원 체제를 구축하기 위한 인재 육성, 예산 확보가 필요하다고 말하고 있다.
또 농림수산업은 "국가의 보물"로써 도호쿠 지방 각 현의 제1차 산업에 대해 "세계에 자랑할 만한 축적과 전통이 있다"며 도호쿠 지방에 지속 가능한 지역 사회를 만들 수 있다고 주장하고 있다. 정부가 이 문제를 이벤트성이 아닌 진심으로 마주한다면 "돈을 낳는 산업"으로 돌아갈 수 있다는 뜻을 밝혔다.

### 아베노믹스에 대한 평가
아베노믹스에 대해서는 "흥미로운 문구로 내실 없는 경제 정책을 호도하는 수법은 국민 기만"이라며 비판적 입장을 보였다. 또 아베 신조는 경제의 기본을 이해하지 못하고 있다며 평가절하했다. 결국 일본 경제를 지탱하는 것은 개인 소비라고 말하며 "개인 소비를 촉진시키는 대책을 쓰지 않는 한 경제는 호전되지 않는다"고 주장했다.

### 외교
쿠릴 열도 분쟁에서 러시아가 북방 영토를 일본에 절대 반환하지 않겠다는 대응을 하고 있고, 조선민주주의인민공화국은 일본 정부를 우롱하는 성명을 내고 있으며, 미국은 일본을 발 밑으로 보고 있다며 아베 정권의 외교에 대해 "교섭 결과로 무엇 하나 얻은 것이 없었다"고 평가했다. 또 아베 정권의 외교 정책을 "매국의 아베"로 비유했다.

### "일하는 방법 개혁"에 대한 평가
노동법에 대해 "고용주로부터 일하는 사람을 지킨다"는 사상이 전제가 되어야 한다고 말하고 있다. 아베 정권이 추진한 "일하는 방법 개혁"에 대해서는 일하는 사람을 생각하지 않는 "고용하는 방법 개혁" 밖에 되지 않는다며 부정적 견해를 드러냈다.

## 논란

### 아베 총리 사임에 대한 발언
2020년 8월 28일, 아베 신조 총리가 자신의 지병인 궤양성 대장염 악화를 이유로 사의를 표명하자, 이시가키는 자신의 트위터에서 "총리도 사람이다. 건강 악화를 이유로 사임할 수도 있는 것이며 그것은 당연한 권리이다. 회복을 기원한다"라고 말하면서도 한편으로는 아베에 대해 "중요한 시기(코로나19 범유행)에 몸을 망가뜨리는 버릇을 가진 위기관리 능력이 없는 인물"이라고 평가하며 "이런 사람을 내각총리대신, 당 총재로 앉혀놓은 자민당의 책임을 엄격히 추궁해야 한다. 그 책임을 묻고 행정 공백을 초래하지 않기 위해 조속한 시일 내에 국회를 개회할 것을 요구한다"라고 말해 논란이 되었다. 이시가키는 다른 글에서도 "아베 총리는 1차 집권 시기(2006~2007) 때도 '컨디션 악화'를 이유로 물러난 적이 있고, 이후에도 끊임없이 건강 이상설이 흘러나왔다. 그런데도 자민당은 '역시 아베 밖에 없다'며 계속 아베를 밀어붙인 셈이다. 만약 자민당이 기업이라면 이런 '블랙 기업'도 없을 것이다"라고 말하며 자민당의 책임을 지적하는 발언을 했다.
이런 이시가키의 SNS 글에 대해 "질병을 가지고 있는 모든 분들에 대한 모욕", "지병이 악화된 것에 대해 '버릇'이라는 표현을 사용한 건 문제"라는 비판이 쇄도했다. 이에 대해 입헌민주당 에다노 유키오 대표는 "나도 그 내용은 적절하지 않다고 생각했다"며 에둘러 이시가키를 비판했고, 자신의 SNS에서도 "죄송스럽게 생각한다. 당 지도부가 부적절하다는 의견을 당사자에게 전달하고 적절한 대응을 요구했다"라고 밝혔다. 결국 이시가키는 8월 28일 늦은 밤이 되어서야 "질병의 위험을 안고 일하는 사람들에 대한 배려가 부족했다고 생각하며, 반성하고 있다. 사과의 말씀을 드린다"라는 글을 트위터에 올렸다. 8월 31일에는 입헌민주당 후쿠야마 데쓰로 간사장과 나가하마 히로유키 참의원 의원회장으로부터 '엄중 주의' 처분을 받았다는 것을 트위터에 올리면서 재차 반성과 사죄의 뜻을 표명했다.

## 역대 선거 결과
| 실시년도 | 선거     | 대수 | 직책        | 선거구   | 정당       | 득표수     | 득표율          | 순위 | 당락 | 비고 |
| -------- | -------- | ---- | ----------- | -------- | ---------- | ---------- | --------------- | ---- | ---- | ---- |
| 2019년   | 통상선거 | 25회 | 참의원 의원 | 미야기현 | 입헌민주당 | 474,692 표 | \| \| 48.63% \| | 1위  |      |      |
|          | 48.63%   |      |             |          |            |            |                 |      |      |      |